# Lynn Williams (voile)
Pour les articles homonymes, voir Lynn Williams.
Lynn Alfred Williams  est un skipper américain né le 29 juin 1939 à Evanston (Illinois). Il est le fils du skipper Herbert Williams.

## Carrière
Lynn Williams remporte lors des Jeux olympiques d'été de 1964 la médaille d'argent en classe Star sur Glider.